# Terrain sportif de San Gottardo
Le Terrain sportif de San Gottardo (en italien : Campo sportivo di San Gottardo) est un ancien stade de football et vélodrome italien situé à San Gottardo, quartier de la ville de Gênes, en Ligurie.
Le stade, inauguré en 1907 puis fermé en 1911, servait d'enceinte à domicile aux équipes de football du Genoa Cricket and Football Club et de l'Società Ginnastica Andrea Doria.

## Histoire
En 1907, le club du Genoa est contraint de quitter l'ancien Terrain sportif di Ponte Carrega (en italien : Campo sportivo di Ponte Carrega) car il est décidé que la zone soit destinée au développement industriel de la ville (un gazomètre est finalement construit à la place du terrain de jeu).
Le joueur, entraîneur et homme d'affaires associé aux rossoblu Vieri Arnaldo Goetzlof est alors chargé de trouver un emplacement approprié pour construire une nouvelle installation sportive, ce qu'il a fait en acquérant à ses frais le 1er juillet 1907 un terrain dans le quartier de San Gottardo, dans le district de Staglieno,.
Ce nouveau terrain, bien que plus éloigné du centre que le précédent, est relié reliée à la ville grâce à la ligne de tramway.
Le stade est inauguré le 8 décembre 1907 lors d'une victoire 2-1 en amical des locaux du Genoa sur une sélection de l'équipage du navire britannique Canopic (Goetzlof participe au match).
L'installation, trop petite pour les besoins du club, est remplacée à partir du 22 janvier 1911 par le Campo di Marassi, futur Stade Luigi-Ferraris.